# Adirampattinam
Adirampattinam är en ort i Indien.   Den ligger i distriktet Thanjavur och delstaten Tamil Nadu, i den södra delen av landet, 2 000 km söder om huvudstaden New Delhi. Adirampattinam ligger 12 meter över havet och antalet invånare är 27 909.
Terrängen runt Adirampattinam är mycket platt. Havet är nära Adirampattinam åt sydost.  Närmaste större samhälle är Pattukkottai, 11,3 km nordväst om Adirampattinam.